# ТЕСП (Калуш)
Товариство експлуатації калієвої солі Калуш або просто ТЕСП Калуш (пол. Towarzystwo Eksploatacji Soli Potasowych Kałusz)  — польський футбольний клуб з міста Калуш Станиславівського воєводства (нині — у складі Івано-Франківської области, Україна).

## Хронологія назв
- 1933—1939: Klub Sportowy Tesp Kałusz

## Історія
Футбольна команда ТЕСП Калуш була заснована в Калуші у 1933 році і представляла Товариство експлуатації калієвої солі. Один сезон відіграла в Станиславівській окружній лізі. У вересні 1939 року, коли розпочалася Друга світова війна, клуб припинив існування.